# Sumpf-Heusenkraut
Das Sumpf-Heusenkraut (Ludwigia palustris) ist eine Pflanzenart aus der Gattung Heusenkräuter (Ludwigia) innerhalb der Familie der Nachtkerzengewächse (Onagraceae). Sie ist in Europa, Nordafrika, Südafrika und in Nordamerika weitverbreitet.

## Beschreibung

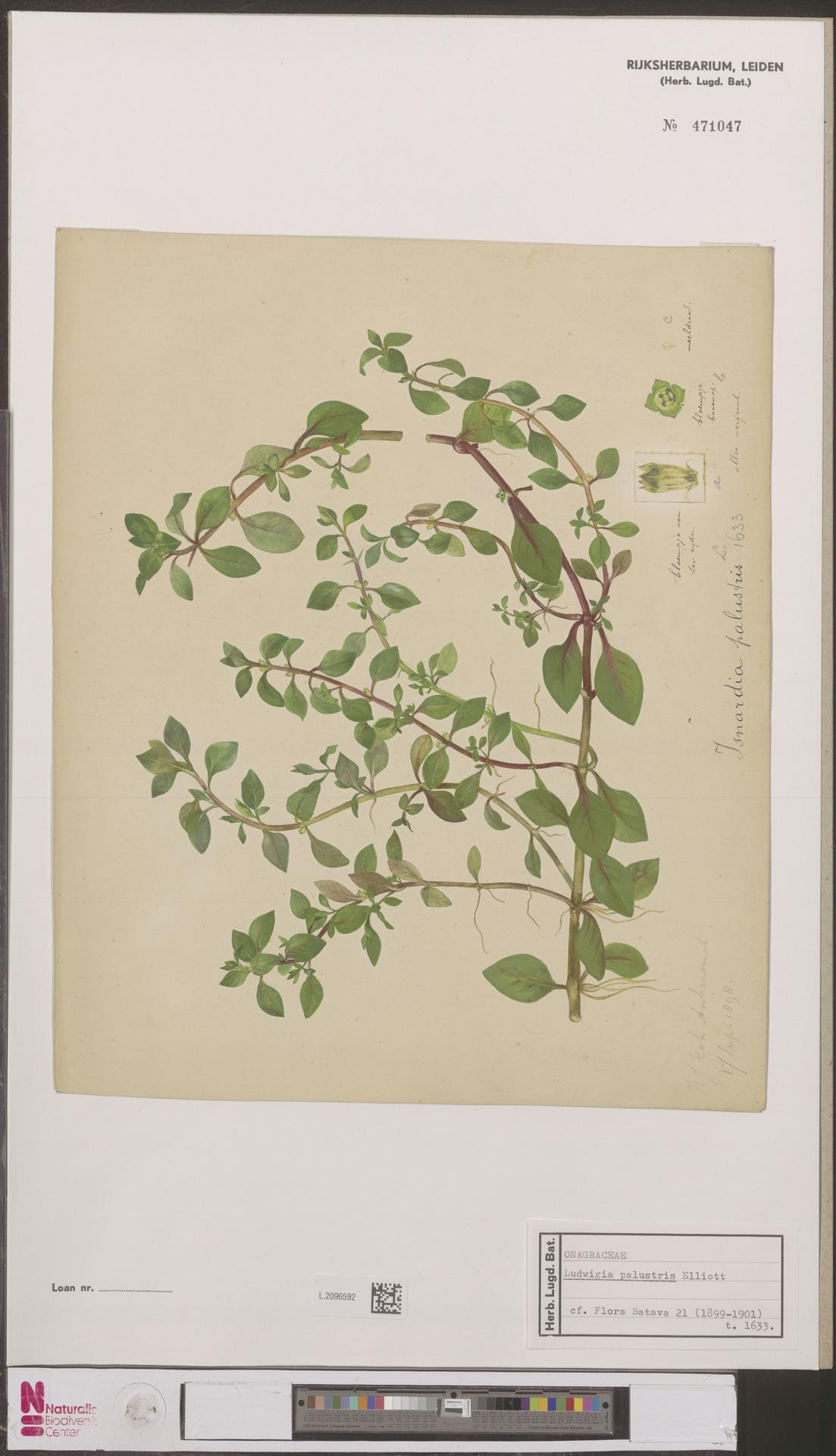
Illustration

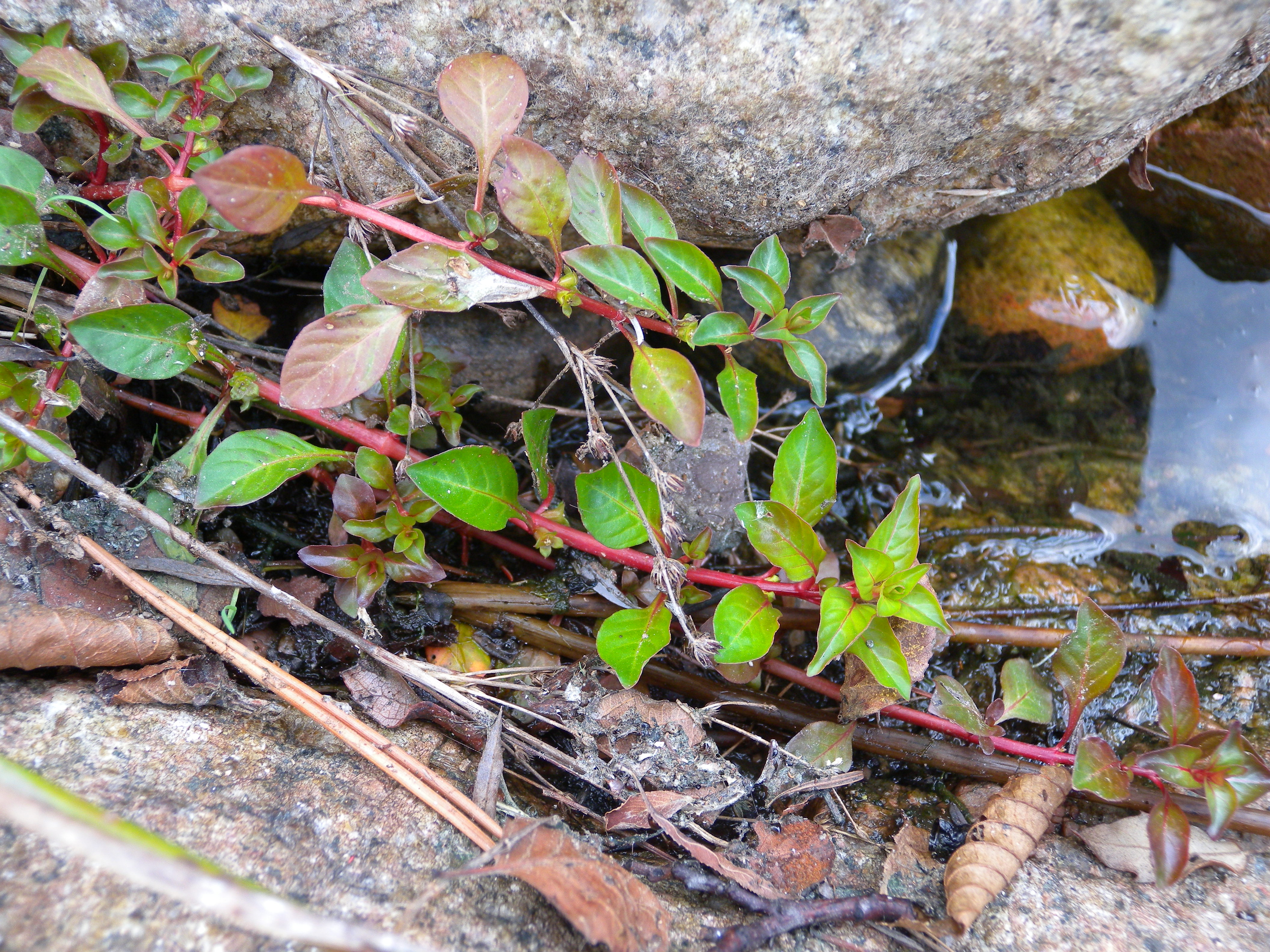
Stängel, Laubblätter und Blüten

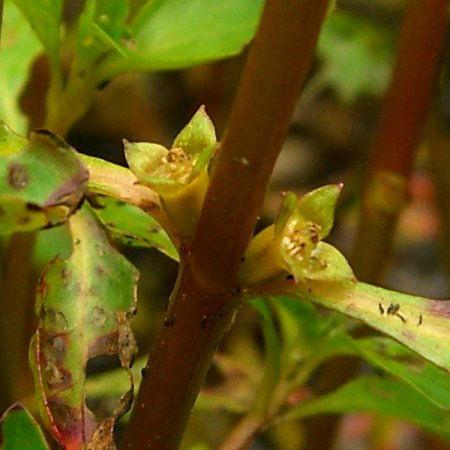
Blüte

### Vegetative Merkmale
Das Sumpf-Heusenkraut ist eine einjährige bis ausdauernde krautige Pflanze. Der meist 10 bis 50, selten bis zu 75 Zentimeter lange, kriechende Stängel ist vierkantig, bleich-grün, im Wasser flutend oder an Land an den Knoten wurzelnd und oft rot überlaufen.
Die Laubblätter sind gegenständig. Die dickliche Blattspreite ist bei einer Länge von 2 bis 3 Zentimetern elliptisch bis eiförmig mit zugespitztem oberen Ende, dunkel-grün bis bleich rötlich-grün und glänzend. Die kleinen Nebenblätter sind warzenartig.

### Generative Merkmale
Die Blütezeit reicht von Juni bis August. Die fast sitzenden Blüten befinden sich über zwei Vorblättern einzeln in den Blattachseln.
Die Blüten sind vierzählig und etwa 4 Millimeter lang. Der Achsenbecher hat vier gelblich grüne Längsstreifen mit verkorkten Zwischenräumen. Die vier haltbaren, grünen Kelchblätter sind bi einer Länge von etwa 1 Millimeter eiförmig mit spitzem oberen Ende. Kronblätter fehlen. Die vier Staubblätter sind kürzer als die Kelchblätter. Der Fruchtknoten ist vierfächerig. Der fadenförmige Griffel endet in einer kopfigen, zweilappigen Narbe.
Die etwa 5 Millimeter lange Kapselfrucht ist vierkantig und enthält viele Samen. Die Samen sind länglich, glatt, glänzend und hell-braun.
Die Chromosomenzahl beträgt 2n = 16.

## Vorkommen
Das Sumpf-Heusenkraut ist ein submediterranes Florenelement. Das Sumpf-Heusenkraut ist in Europa, Vorderasien, in Nordafrika, im südlichen Afrika, in Nordamerika, Mittelamerika und dem nördlichen Südamerika verbreitet. In Mitteleuropa tritt das Sumpf-Heusenkraut vereinzelt in der oberrheinischen Tiefebene zwischen Freiburg und Rastatt, sowie in Brandenburg, in Sachsen-Anhalt und am Alpenfuß auf.
Das Sumpf-Heusenkraut gedeiht am besten auf kalkarmen, aber nährstoff- und besonders stickstoffreichen Schlammböden bzw. flachen, warmen Gewässer über solchen Böden. Das Sumpf-Heusenkraut besiedelt in Mitteleuropa flache Tümpel, Teiche und Gräben, geht aber auch auf Viehweiden in der Nähe von Gehöften; seltener wächst es auch in Seggenwiesen. Es ist pflanzensoziologisch in Mitteleuropa eine Charakterart des Nanocyperion-Verbands; das Sumpf-Heusenkraut kommt aber auch in Pflanzengesellschaften des Verbands Bidention oder der Klasse Littorelletea vor.
Die ökologischen Zeigerwerte nach Landolt et al. 2010 sind in der Schweiz: Feuchtezahl F = 5w+ (überschwemmt aber stark wechselnd), Lichtzahl L = 4 (hell), Reaktionszahl R = 2 (sauer), Temperaturzahl T = 4+ (warm-kollin), Nährstoffzahl N = 3 (mäßig nährstoffarm bis mäßig nährstoffreich), Kontinentalitätszahl K = 2 (subozeanisch).
Das Sumpf-Heusenkraut hat in letzter Zeit die meisten seiner auch ursprünglich seltenen Standorte in Mitteleuropa verloren, und zwar in erster Linie, weil man sumpfige Weiden entwässert, Tümpelränder wegsam gemacht und Schweineweiden aufgegeben hat. Die Art gilt nach der Roten Liste in ganz Deutschland als vom Aussterben bedroht (Kategorie 1), in Schleswig-Holstein, Hamburg, Niedersachsen, Hessen, Sachsen und Rheinland-Pfalz ist sie bereits ausgestorben. Nach einer Gefährdungsanalyse von 2000 ist sie auch in Zentraleuropa insgesamt vom Aussterben bedroht.

## Taxonomie
Die Erstveröffentlichung erfolgte 1753 unter dem Namen (Basionym) Isnardia palustris durch Carl von Linné in Species Plantarum Tomus I, Seite 120. Die Neukombination  zu Ludwigia palustris (L.) Elliott wurde 1817 durch Stephen Elliott in A Sketch of the Botany of South-Carolina and Georgia, Band 1 (3), Seite 211 veröffentlicht.
Synonyme für Ludwigia palustris (L.) Elliott sind Isnardia palustris L. und Ludwigia apetala Walter.

## Sonstiges
Ein weiterer Trivialname ist Sumpflöffelchen. Als Kreuzung mit Ludwigia repens ist die Breitblättrige Bastardludwigie „bekannt“.